# Centro Insular de Atletismo de Tenerife
 (mai 2019).
Si vous disposez d'ouvrages ou d'articles de référence ou si vous connaissez des sites web de qualité traitant du thème abordé ici, merci de compléter l'article en donnant les références utiles à sa vérifiabilité et en les liant à la section « Notes et références ».

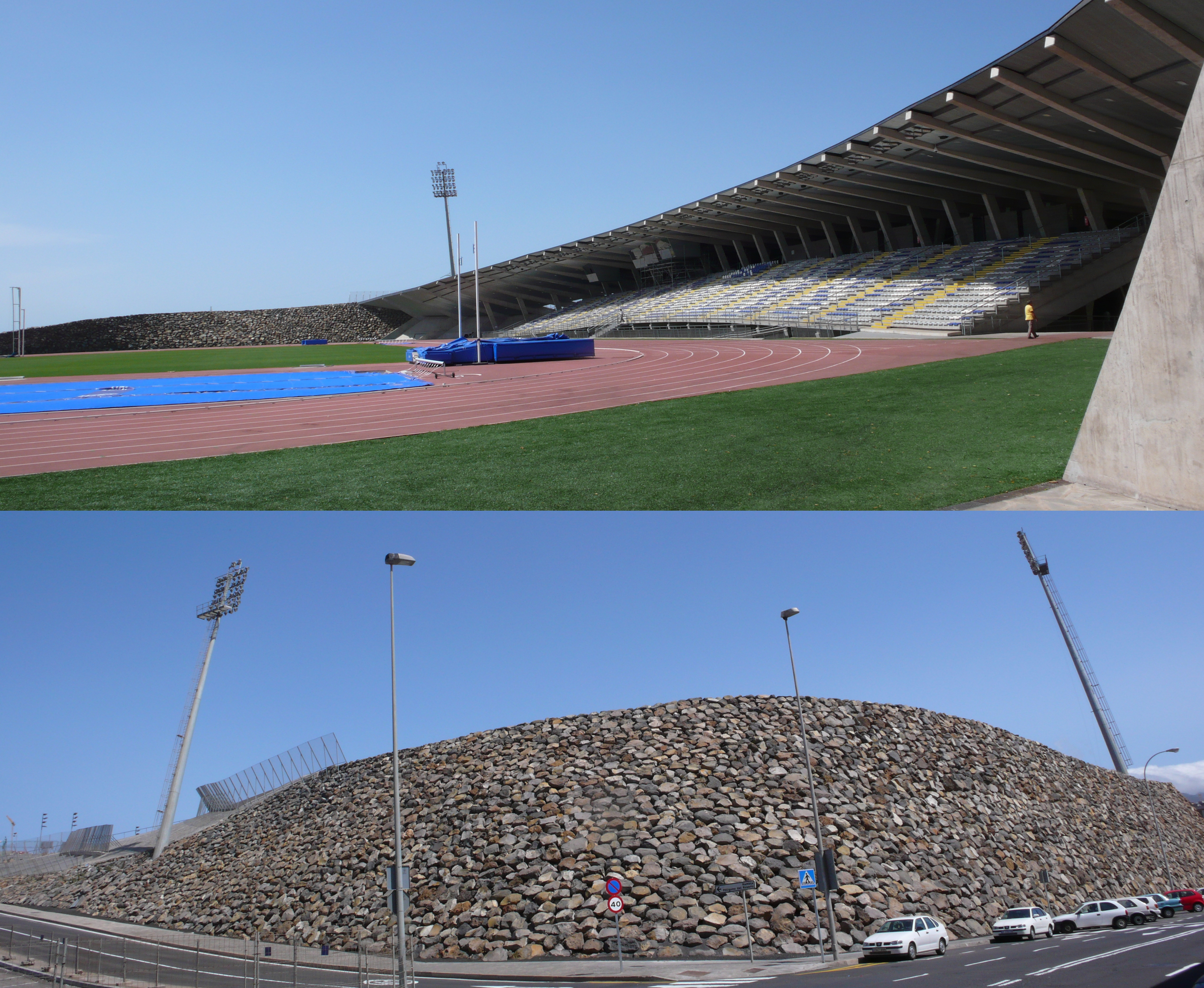

Le Centro Insular de Atletismo de Tenerife (CIAT) est un stade d’athlétisme de Santa Cruz de Tenerife, en Espagne, inauguré en 2007. Il a une capacité de 4 000 spectateurs.